# Quello che tu non vedi
Quello che tu non vedi (Words on Bathroom Walls) è un film del 2020 diretto da Thor Freudenthal e tratto dall'omonimo romanzo di Julia Walton. Il film è interpretato da Charlie Plummer, Andy García, Taylor Russell, AnnaSophia Robb, Beth Grant, Molly Parker e Walton Goggins.
Il film è stato distribuito nelle sale cinematografiche statunitensi il 21 agosto 2020 dalla Roadside Attractions.

## Trama
Dopo che un crollo psicotico gli causa accidentalmente la bruciatura del braccio di un compagno di classe, Adam Petrazelli, studente dell'ultimo anno di liceo, viene diagnosticato con la schizofrenia. Inizialmente si auto-cura concentrandosi intensamente sulla cucina, che lo calma. I suoi sintomi, principalmente allucinazioni di tre persone, peggiorano fino a quando non viene sottoposto a un test farmacologico. Nei momenti di stress, i suoi tre "visitatori" abituali sono Rebecca, una hippy New Age; Joaquin, il migliore amico scurrile; e le iperprotettive e spesso violente "Le guardie del corpo"; così come una voce minacciosa "oscura" che rappresenta le paure di Adam per l'ignoto.
Adam si trasferisce alla St. Agatha's Catholic School. Lì incontra Maya Arnez, una ragazza vivace e intelligente, nonché migliore studentessa della classe. Adam chiede a Maya di fare da tutor e scopre che lo aiuta a sentirsi meglio, così assume regolarmente il suo nuovo farmaco. Questo riduce le sue visioni, con l'unico effetto collaterale di spasmi muscolari. Si interessa romanticamente a Maya e i due diventano intimi, ma non le rivela la sua condizione per paura di essere stigmatizzato. Adam inizia anche a confidarsi regolarmente con Padre Patrick, il prete della scuola comprensivo, riguardo alle sue paure e ansie.
Quando Maya non si presenta a una sessione di tutoraggio, Adam va a trovarla a casa. Scopre che la sua famiglia è in difficoltà finanziarie e lei è imbarazzata e arrabbiata per la sua visita non annunciata. Una volta che Maya si rende conto che a lui non importa del suo background, continua a fargli da tutor. Lo invita al suo lavoro al ristorante dove lo fa cucinare per lei, ma un test del gusto porta Adam a realizzare che i suoi farmaci stanno influenzando negativamente le sue papille gustative.
Adam decide di smettere di prendere i farmaci, all'insaputa della madre Beth e del patrigno Paul. I suoi stati d'animo diventano squilibrati e i suoi deliri ritornano. La notizia che Beth aspetta un nuovo bambino da Paul fa anche sorgere le insicurezze di Adam sull'essere indesiderato e sentirsi un peso. Tuttavia, i voti di Adam migliorano così tanto che il suo saggio viene selezionato per essere letto alla cerimonia di laurea. Chiede a Maya di andare al ballo di fine anno e lei accetta.
Beth scopre che Adam ha smesso di prendere i farmaci e lo affronta. Suor Catherine, la preside della scuola, viene informata dell'incidente e di cosa è successo nella sua ultima scuola. Viene sospeso temporaneamente, con la motivazione che è per la sicurezza degli studenti. Adam si scaglia contro Paul, convinto che dietro la sospensione ci sia un'e-mail che Paul ha scritto a Suor Catherine la sera prima.
La sospensione impedisce ad Adam di andare al ballo, ma lui ci va lo stesso. Prima di andarsene, prende una dose eccessiva di farmaci, convinto che aiuterà la serata a passare liscia. Lì incontra Maya, ma mentre ballano, la voce oscura lo tormenta e inizia a comportarsi in modo irregolare. Suor Catherine cerca di buttarlo fuori, ma i suoi deliri lo portano a spingerla a terra, a correre verso la passerella e a cadere dal bordo.
Adam si sveglia in ospedale per vedere Beth e Paul. Maya si presenta per fargli visita, ma lui crolla quando le visioni lo sopraffanno. Le urla contro e le dice di andarsene. Viene espulso da St. Agatha e messo in un reparto psichiatrico. Padre Patrick va a trovarlo e dice ad Adam che non era a conoscenza delle sue difficoltà, dicendo che pregherà per lui. Beth porta ad Adam una copia stampata dell'e-mail che Paul ha inviato a St. Agatha. Contrariamente a quanto pensava Adam, Paul ha sostenuto il figliastro e ha scritto che sospenderlo sarebbe stato crudele. Rendendosi conto di quanto ci tenga, Adam corre a raggiungerlo e Beth, abbracciando Paul per la prima volta e accettandolo come una figura paterna.
Beth e Paul portano Adam alla cerimonia di laurea di St. Agatha, dove, nonostante il tentativo di suor Catherine di fermarlo, trova il coraggio di rivolgersi con calma al corpo studentesco, con il supporto di padre Patrick. Cita il suo saggio in cui discute sia della sua condizione che della sua lotta contro la schizofrenia, dicendo che avrebbe voluto non aver nascosto la sua malattia. Dopo che lascia l'auditorium, Maya gli corre dietro. Adam si scusa per non averle detto della sua malattia, a quel punto si esprimono il loro amore reciproco e si scambiano un bacio.
Adam riesce a ricevere il diploma di scuola superiore e realizza il suo sogno di frequentare una scuola di cucina. Mentre festeggia la nascita del suo nuovo fratellino con i suoi genitori e Maya, viene mostrato che le voci sono ancora presenti, ma ha imparato a vivere accanto a loro.

## Produzione
Nel febbraio 2018, Thor Freudenthal è stato annunciato come regista del film, da una sceneggiatura di Nick Naveda, basata sul romanzo omonimo di Julia Walton, con la LD Entertainment come casa di produzione. Nel marzo 2018 è stato annunciato che Charlie Plummer e Taylor Russell avrebbero recitato nel film. Nell'aprile 2018, anche Andy García, Molly Parker, Walton Goggins, AnnaSophia Robb e Devon Bostick si sono uniti al cast. The Chainsmokers e Andrew Hollander hanno composto la colonna sonora del film, ed è stata la prima volta che la band ha composto la colonna sonora di un film. Il trailer presenta il singolo del 2019 dei The Chainsmokers "Push My Luck".Le riprese sono iniziate a maggio 2018. Il film è stato girato a Wilmington, nella Carolina del Nord.

## Distribuzione
Nel giugno 2020, Roadside Attractions ha acquistato i diritti di distribuzione del film e ne ha fissato l'uscita il 7 agosto 
2020. La data di uscita è stata successivamente posticipata di una settimana, al 31 luglio 2020. Il sito web ufficiale del film ha successivamente rimosso la data di uscita, lasciando al suo posto la scritta "nei cinema questa estate". Il trailer è stato presentato in anteprima il 15 luglio 2020, e il film è uscito nelle sale il 21 agosto 2020.
In Italia il film è uscito direttamente sulla piattaforma Amazon Prime Video il 15 marzo 2021.

## Accoglienza

### Botteghini
Distribuito come uno dei primi nuovi film in ampia distribuzione durante la pandemia di COVID-19, il 21 agosto 2020, il film ha incassato 462.050 dollari da 925 sale nel suo primo fine settimana di trasmissione (una media di 499 dollari per sala), finendo terzo al botteghino. Il 54% del pubblico era di sesso femminile, con il 62% di età compresa tra 18 e 34 anni. Il film è stato esteso a 1.395 sale nel suo secondo fine settimana e ha incassato 453.000 dollari, quindi ha guadagnato 282.000 dollari da 1.168 cinema nel suo terzo fine settimana di programmazione.

### Critica
Sul sito Rotten Tomatoes, il film ha un indice di gradimento dell'89% basato su 89 recensioni, con una media di 7,2/10. Il consenso della critica del sito recita: "Sensibile, ben recitato e solidamente diretto, Quello che tu non vedi è un'ammirevole aggiunta ad un genere che troppo raramente rende giustizia ai suoi degni temi." Su Metacritic, il film ha un punteggio medio ponderato di 61 su 100, basato su 12 critici, che indica "recensioni generalmente favorevoli." Il pubblico intervistato da CinemaScore ha assegnato al film un voto medio di "A" su una scala che va da A+ a F, mentre PostTrak ha riportato che l'81% degli spettatori hanno dato al film una valutazione positiva.

## Riconoscimenti
- 2021 - Premio Chlotrudis
  - Nomination Miglior sceneggiatura adattata
- 2021 - Imagen Foundation Awards
  - Nomination Miglior film